# دونالد فیگر

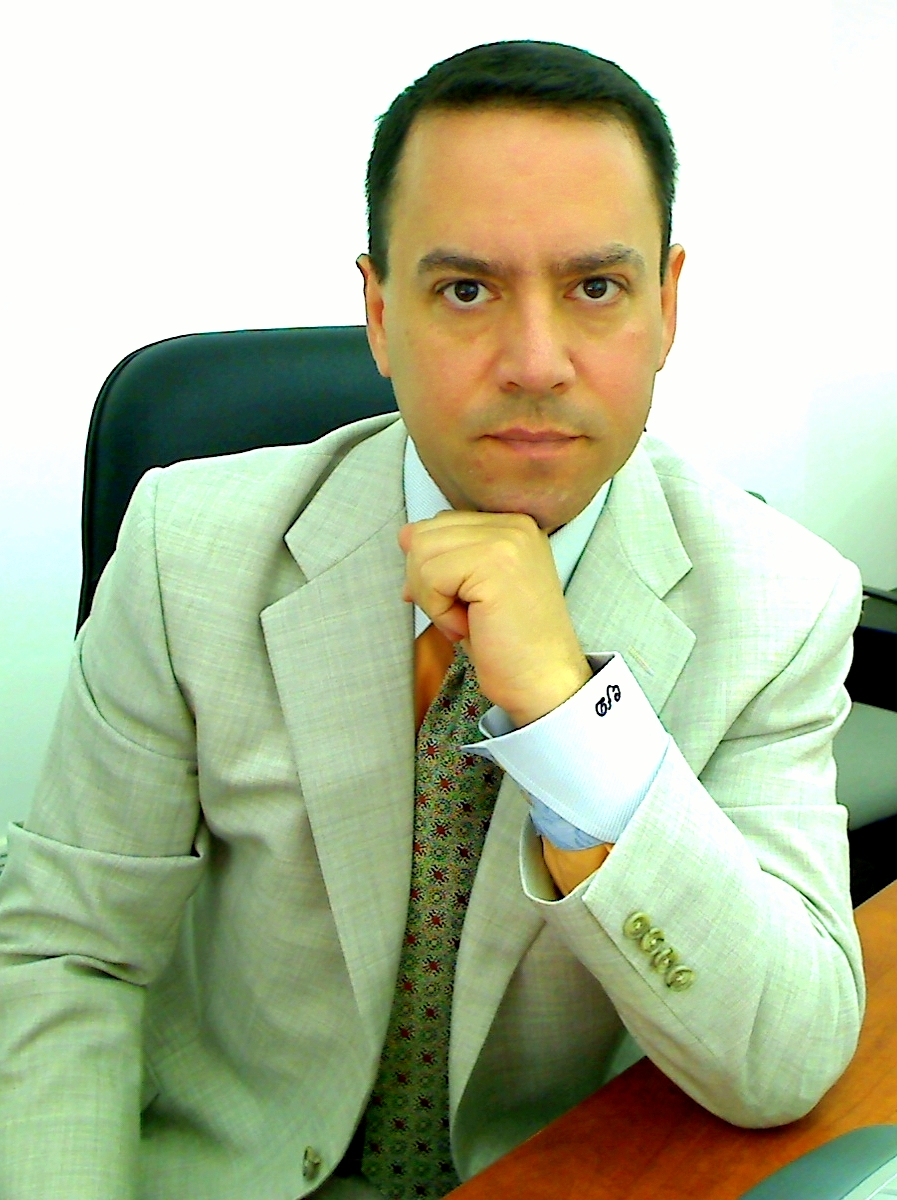
دونالد فیگر

دونالد فیگر (به انگلیسی: Donald Figer) ستاره‌شناس آمریکایی است. او پژوهشگر و استاد مؤسسه فناوری روچستر و مدیر مرکز آشکارسازها است. به ادعای او جرم خورشیدی ۱۵۰ بالاترین حد جرم یک ستاره است. او با استفاده از تلسکوپ فضایی هابل تقریباً هزار ستاره از جمله خوشه ستاره‌ای جوان خوشه کمان‌ها را در نزدیکی مرکز کهکشان راه شیری مشاهده کرد. جرم هیچ‌یک از ستاره‌ها بیشتر از ۱۵۰ نبود.
او هنگام کار در دانشگاه کالیفرنیا، لس‌آنجلس ستاره تپانچه یکی از پرجرم‌ترین ستارگان گیتی را کشف کرد.